# أخبار الأردن
أخبار الأردن، منصّة إعلامية مستقلة تعددية أردنية، تأسست عام 2013 وفي 28 فبراير 2019 انتقلت إلى ناشر جديد هو شركة البحر المتوسط لإدارة المواقع الإخبارية الإلكترونية. يعمل الموقع على نشر الأخبار المتعلقة بالأردن بشكل أساسي، والأخبار العربية والعالمية بشكل ثانوي.

## فكرته
تقديم قصة صحافية مهنية بعيدة عن الأجندات، متحررة من التدخل الذي يحكم عمل المؤسّسات الإعلامية العربية، وتهدف إلى تكريس دور الإعلام كسلطة رقابية وكمرآة للحقيقة، وناطقة باسم الإنسان وتنمية حياته على مختلف الأصعدة.
ويخصص الموقع مساحة للموضوعات الاقتصادية ولقضايا النساء، والأقليات، والبيئة، والابتكار والتنمية المستدامة، فضلاً عن انحيازه إلى حقوق الأفراد في حريّة المعتقد والتعبير عن الرأي.
جمهور الموقع، هم الناطقون باللغة العربية.

## أقسامه
- أخبار الأردن: الأخبار العاجلة والأحداث المحلية أول بأول تجدونها في موقع «أخبار الأردن» بالإضافة للتغطيات الميدانية في عمان والبلقاء وجرش وعجلون والزرقاء وإربد والمفرق والعقبة ومعان والطفيلة والكرك ومادبا فضلا عن المقابلات والتقارير والتحقيقات الصحفية.[1]
- تغطيات خاصة: يخصص موقع «أخبار الأردن» زاوية تحت عنوان «تغطيات خاصة» تتضمن تقارير صحفية موسعة وتحقيقات استقصائية، حول أبرز الأحداث التي تهم الأردنيين والعرب، وفي مختلف المجالات سواء السياسية أو الاقتصادية أو الاجتماعية أو التكنولوجية وغيرها.[2]
- بورتريه: ينفرد موقع «أخبار الأردن» بتقديم زاوية «بورتريه»، وفيها يتم تناول شخصية عامة لتقديمها بقالب تحريري احترافي، مع التركيز على مسيرة الشخصية وأبرز المواقف والأحداث المرتبطة بها، بالإضافة إلى معلومات حولها غير منشورة من قبل.[3]
- لقاء الأسبوع: تركز زاوية «لقاء الأسبوع» على المحتوى المصور (فيديو) مع شخصية بارزة تحل ضيفة على مقر موقع «أخبار الأردن» لمناقشتها حول ملف معين أو أكثر ضمن اختصاص الشخصية، وذلك غلى شكل ندوة حوارية.[4]
- حوادث وجرائم: متابعات فورية بموقع «أخبار الأردن» للأحداث الأمنية عموما وحوادث السير والجرائم بمختلف أشكالها بالإضافة إلى آراء المختصين وتحليلاتهم وأحدث الأرقام والإحصائيات بهذا الخصوص.[5]
- فيديو: يحرص موقع «أخبار الأردن» وبشكل مستمر على إعداد ونشر مقاطع فيديوغراف تتناول أبرز الأحداث المحلية والعربية والدولية بالإضافة إلى الأحداث المتعلقة بالاقتصاد والرياضة والمنوعات ونشر مقاطع فيديو مرتبطة بأخبار وأحداث ومقاطع أخرى لغرائب وطرائف وحوادث[6]
- برلمان الـ19: يتابع موقع «أخبار الأردن» بشكل مكثف، الأخبار والأحداث المتعلقة بمجلس النواب وأداء أعضائه وأبرز نشاطاته الرقابية والتشريعية، فضلا عن إعداد التقارير والتحليلات التي تستند إلى آراء خبراء سياسيين وبرلمانيين.[7]
- عربي ودولي: يرصد موقع «أخبار الأردن» جميع الأحداث الساخنة والمهمة التي تشهدها الدول العربية والعالم ككل فور وقوعها مع تسليط الضوء أكثر على القضية الفلسطينية والتطورات المرتبطة بها.[8]
- اقتصاد: تجدون في موقع «أخبار الأردن» أبرز الأحداث الاقتصادية وتحديدا أخبار البورصة وأسعار الذهب والسلع بالإضافة إلى الأحداث والتطورات المتعلقة بالأوضاع المعيشية والبطالة.[9]
- الرياضة: يقدم موقع «أخبار الأردن» وجبة يومية لأبرز الأحداث الرياضية الأردنية بكرة القدم والسلة واليد وغيرها فضلا عن متابعة الدوريات المحلية والعربية والدولية وأهم البطولات وأخبار النجوم وكواليس حياتهم.[10]
- المنوعات: باقة من الأخبار المنوعة من صحة وتكنولوجيا وغرائب وطرائف وفن وثقافة ومتابعة لأخبار النجوم والمسلسلات والأفلام ودور السينما تجدونها دائما في موقع «أخبار الأردن»[11]
- مدارس وجامعات: المدارس والكليات والجامعة الأردنية في صلب اهتمام موقع «أخبار الأردن» لتغطية أبرز الأخبار والأحداث المتعلقة بها والنشاطات والفعاليات التي تقيمها بالإضافة لمتابعة ما يحيط بالامتحانات مثل امتحان التوجيهي والشامل والامتحانات النهائية للمدارس والكليات والجامعات[12]
- مناسبات: يسلط موقع «أخبار الأردن» الضوء على مناسبات متابعيه بمختلف أشكالها لا سيما مناسبات الخطوبة والزواج والنجاح والتفوق والتخرج بالمدارس والجامعات والتوجيهي تحديدا والمواليد الجدد بالإضافة إلى الترفيعات والترقيات في العمل بالإضافة لأخبار الوفيات والتعازي.[13]